# Martín Cardozo
Martín Adrián Cardozo Silveira (Montevideo, Uruguay, 26 de junio de 1986) es un futbolista uruguayo. Juega de defensa.

## Clubes
| Club                       | País      | Año       |
| -------------------------- | --------- | --------- |
| Fénix                      | Uruguay   | 2006-2012 |
| Atlético Paraná            | Argentina | 2012      |
| Atlético Mitre             | Argentina | 2013      |
| Miramar Misiones           | Uruguay   | 2013      |
| Real Estelí                | Nicaragua | 2014      |
| Progreso                   | Uruguay   | 2014      |
| Gualaceo                   | Ecuador   | 2015      |
| Huracán (Paso de la Arena) | Uruguay   | 2016      |
| Atenas (San Carlos)        | Uruguay   | 2016      |
| Huracán (Paso de la Arena) | Uruguay   | 2017      |
| Oriental                   | Uruguay   | 2018      |
| Rentistas                  | Uruguay   | 2018      |
| Atenas (San Carlos)        | Uruguay   | 2019      |
| Rocha Fútbol Club          | Uruguay   | 2020      |
| basañez                    | Uruguay   | 2022      |

|2020
|Rocha
| Uruguay
|2022
[[Club Atlético Basañez|Basañez
]]
| Uruguay